# NGC 7027
NGC 7027, aussi nommée nébuleuse du Scutelleridae (Le nom Jewel bugs nebula lui vient des couleurs qui lui donnent l'apparence d'un insecte de la famille des Scutelleridae dont le nom commun en anglais est jewel bug (en)), est une nébuleuse planétaire située dans la constellation du Cygne. NGC 7027 a été découverte par l'astronome français Édouard Stephan en 1878. L'astronome britannique Thomas William Webb (en) l'a découverte indépendamment l'année suivante, le 14 novembre.

## Observation
Avec une magnitude visuelle apparente de 8,5, on peut l'observer avec des jumelles dont l'ouverture est de 60 à 70 mm ou avec un petit télescope.

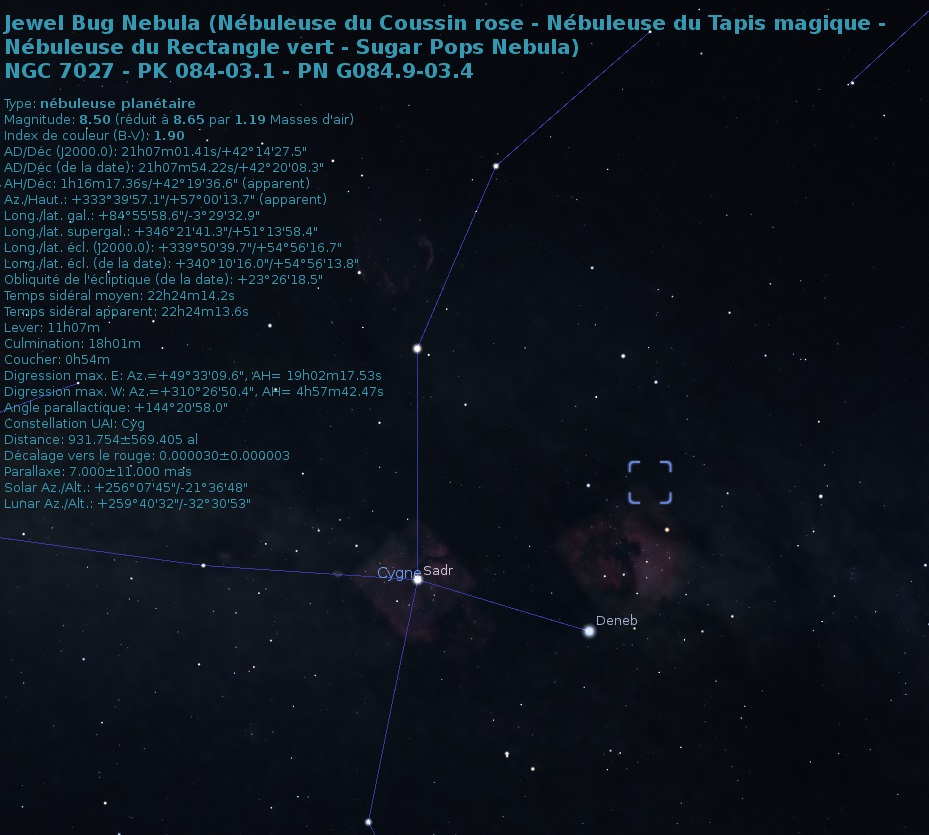
Emplacement de NGC 7027 dans la constellation du Cygne (Stellarium).

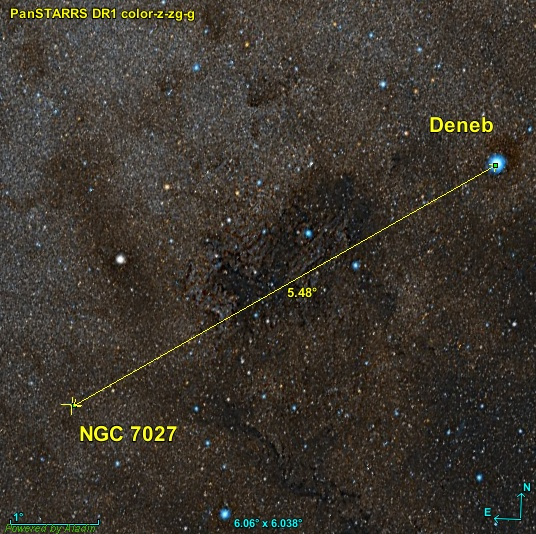
Position de NGC 7027 par rapport à Deneb.

La nébuleuse NGC 7027 est située à environ 5,5 degrés au sud-est de Deneb.

## Caractéristiques

### Distance, taille et vitesse

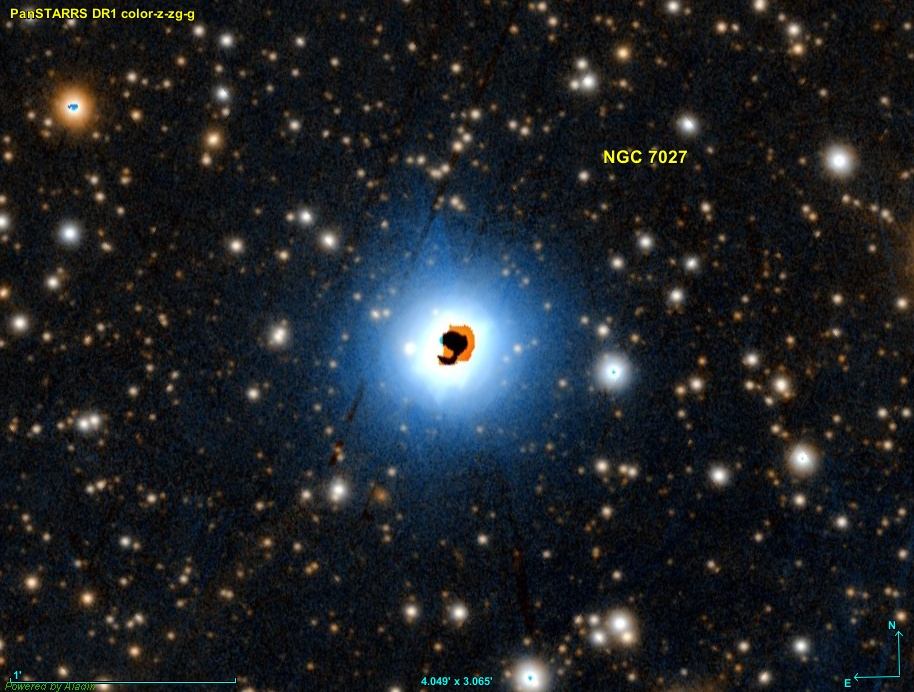
NGC 7027 par le relevé Pan-STARRS.

Une seule valeur de la distance est indiquée sur la base de données Simbad : 1,115 ± 0,223 kpc (∼3 640 al). Puisque sa taille apparente maximale est de 0,3′, un calcul rapide montre que son envergure maximum est égale à 0,32 ± 0,06 al. Deux valeurs identiques de la vitesses sont aussi indiquées sur Simbad : 8,9 ± 0,9 km/s,.
L'âge cinématique d'une nébuleuse planétaire peut être estimé à partir de sa vitesse d'expansion. Selon cette méthode, NGC 7027 serait âgée de 1 200 ± 400 ans.

### Structure
Une étude approfondie de la structure de cette nébuleuse a été réalisée en examinant 12 images captées par la caméra à large champ 3 du télescope spatial Hubble. L'utilisation de filtres couvrant une plage de longueur d'onde couvrant une plage allant de 0,243 à 1,67 μm a permis d'établir la distribution spatiale des éléments faiblement ionisés tels le fer, l'azote et le silicium ainsi que des éléments plus fortement ionisés comme l'oxygène et le néon. Ces images combinées aux données disponibles en rayon X et en onde radio ont fourni la vision la plus globale de la structure de cette nébuleuse disponible à ce jour.
Les multiples éjections de matière par l'étoile qui était en évolution sur branche asymptotique des géantes a produit un système d'anneaux et une ceinture équatoriale dans cette nébuleuse bipolaire. L'étoile ferait partie d'un système binaire dont la compagne serait en partie responsable de la structure complexte de la nébuleuse, avec ses jets et ses pointes.

### Étoile centrale
La nébuleuse est générée par une étoile de masse égale comprise entre 0,6 et 0,7 {\displaystyle M_{\odot }}. Le taux d'éjection de matière par cette étoile excède 10-5 {\displaystyle M_{\odot }} par année. La température de celle-ci avoisine les 200 kK. Cette étoile provient d'un étoile dont la masse était plus grande ou égale à 3 {\displaystyle M_{\odot }} et qui a quitté la branche asymptotique des géantes il y a environ 1 000 ans.

## Hélonium
En 1997, une raie spectrale de longueur d'onde égale à 149,18 ± 0,06 μm a été détectée dans NGC 7027. Cette longueur d'onde correspond à la fois à l'émission en pure rotation de l'hélonium (HeH+) à 149,14 μm et à deux émissions de composé de carbone à 149,09 μm et 149,39 μm.
La présence de la molécule HeH+, si elle avait été confirmée par les auteurs de l'article de 1997, aurait constituée une première, car on pense que cet ion serait le premier composé chimique formé dans l'Univers. Cet ion a été synthétisé en laboratoire pour la première fois en 1925, mais il a fallu attendre l'année 2019 pour que sa présence dans l'espace soit confirmée. C'est dans la nébuleuse NGC 7027 que l'hélonium a été détecté grâce à l'installation d'un détecteur térahertz (German Receiver at Terahertz Frequencies (GREAT)) sur l'observatoire SOFIA.